# Myodocarpaceae
Myodocarpaceae, manja porodica dvosupnica u redu celerolike. Sastoji se od dva roda s ukupno 18 vrsta koje rastu po Maleziji, jugozapadnom Pacifiku i Novoj Kaledoniji.
Porodica je opisana u Prosyllabus Tracheophytorum, tentamen systematis plantarum vascularium (Tracheophyta) lii. 2001.

## Opis
Podaci iz komparativne karpologije potvrđuju da Myodocarpaceae obuhvaća moderne ostatke drevne grane evolucijskog stabla Apiales. Myodocarpus i Delarbrea, blisko su povezani s Araliaceae i Apiaceae, dijele neke značajke obje porodice, iako su očito različite. Unutar Myodocarpaceae, Myodocarpus i Delarbrea predstavljaju različite filogenetske loze i njihova struktura ploda pruža dokaz za to. Štoviše, karpološki podaci snažno podupiru prisutnost dviju skupina unutar Myodocarpusa. Proučavana je struktura ploda pet vrsta Myodocarpus i četiri vrste Delarbrea. Utvrđeno je da proučavane vrste dijele nekoliko značajki strukture ploda, kao što su: dimerni ginecej, prisutnost osebujnih sekretornih šupljina ("uljnih mjehurića") i slobodnog stupca koji se odvaja od tkiva merikarpa. Međutim, otkrivene su i mnoge razlike u strukturi ploda Myodocarpus i Delarbrea: konzistencija perikarpa (suho u odnosu na mesnato), tip disperzije (anemohorija u odnosu na zoohorija) i detalji o načinu odvajanja stupaca, prisutnost ili odsutnost sklereida, skupine stanica "hidrocitnog parenhima" i tanini u perikarpu kao i uzorak položaja sekretornih kanala. Myodocarpus i Delarbrea također pokazuju neke razlike u građi ovojnice sjemena.

## Rodovi
1. Delarbrea Vieill. (7 spp.)
2. Myodocarpus Brongn. & Gris (11 spp.)